# Oh Perilous World
Oh Perilous World è un album musicale, il sesto del gruppo violoncellista Rasputina, pubblicato da Filthy Bonnet il 26 giugno 2007, ma che era già disponibile sulle reti peer-to-peer il 14 giugno 2007.
Dopo la pubblicazione di Perplexions, l'album del 2006, Melora Creager ha trascorso gli ultimi due anni in giro per il mondo, al fine di trarre spunto per poter adattare meglio le sue canzoni. Ha dichiarato d'aver scritto le canzoni dell'album ispirandosi agli eventi presenti, che l'hanno colpita per la loro originalità molto di più di quelli trascorsi. Leggeva ossessivamente notizie su Internet facendo un grande copia-incolla di frasi, espressioni e storie, realizzando un blocco appunti ricco da cui trarre spunto.
Nell'album canta Melora, mentre il batterista è Jonathon TeBeest e la seconda violoncellista è Sarah Bowman, dei the Bowmans.

## Tracce
1. 1816, The Year Without A Summer
2. Choose Me For A Champion
3. Cage In A Cave
4. Incident In A Medical Clinic
5. Draconian Crackdown
6. Child Soldier Rebellion
7. Oh Bring Back The Egg Unbroken
8. Old Yellowcake Breaking News
9. In Old Yellowcake
10. We Stay Behind
11. A Retinue Of Moons/The Infidel Is Me
12. The Pruning